# 芳村大道
芳村大道位于中华人民共和国广东省广州市荔湾区芳村，全长9千米，呈西北至东南走向，大致平行于珠江，连接珠江大桥、珠江隧道、鹤洞大桥等出入口，亦是芳村首条主干道。1962年该道路全段贯通，后进行多次扩宽。2018年至2019年对芳村大道南进行快速化改造。
全路分西、中、东、南4段。西北端起自滘口，与广佛公路连接，至塞坝涌为芳村大道西；往东南至下市涌为芳村大道中；微向南折至鹤洞路为芳村大道东；往南至环翠北路接东沙路止为芳村大道南。

## 概况
芳村大道位于中华人民共和国广东省广州市荔湾区芳村，道路全长9千米，呈西北至东南走向:90，大致平行于珠江，系芳村地区首条主干道，因此得名芳村大道，亦是该地区最长主干道。道路宽48米，为双向8车道，中间绿化隔离带宽4米:89—90，西北端连接广佛公路，东南端达东塱村连接东沙路。
道路分为4段，大致以塞坝桥、下市涌、广中公路口为界。西段由塞坝桥至桥西路，长2.1公里；中段由珠江隧道口至塞坝涌，长2.4公里；东段由花地大道至沙涌，长2.5公里；南段长1.9公里，起于鹤洞大桥至东沙结束:114—115。连接石围塘、花地、冲口与白鹤洞4个街道:89—90。

## 历史

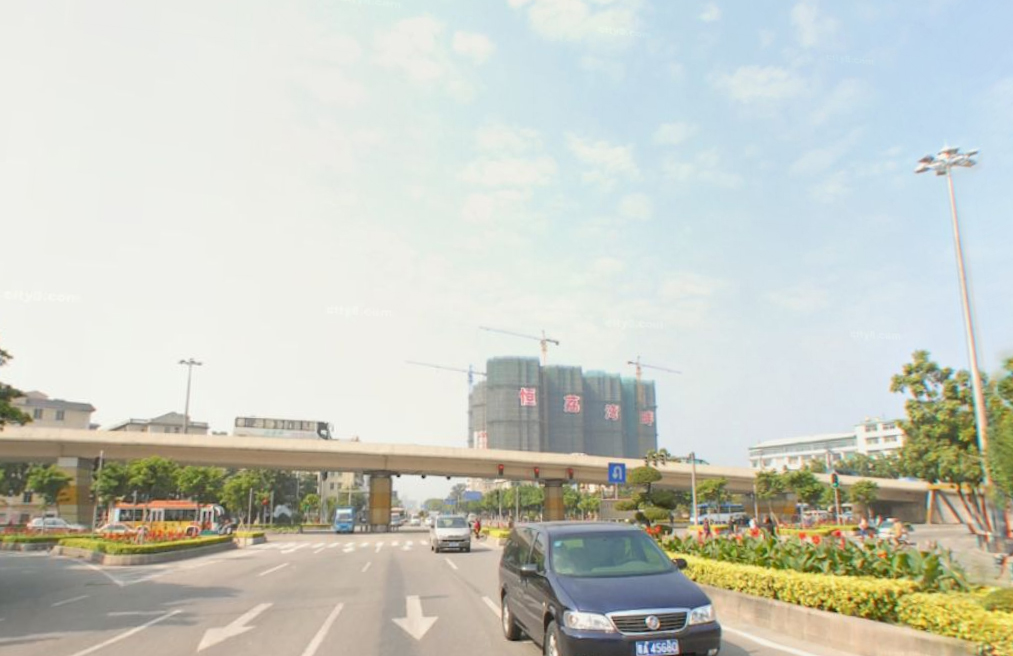
芳村大道与花地大道交汇处
花地大道立交，2008年

### 建造
1953至1954年，逾千名工人由芳村区建设科组组织，采用以工代赈形式修建了今芳村大道山村桥以东路段之雏形，即由花地湾畔至白鹅潭码头一条长6.5公里的泥沙路，1956年道路建成，1962年山村桥建成后道路贯通:114—115。

### 扩宽改造
1972年，道路冲口路段曾进行扩建，并将该路段路面改铺设为柏油:114—115。
1987年2月起，道路进行分期分段扩宽整治，并铺设水泥路面:115:211。1991年1月，芳村大道南特定路段开始扩宽，扩宽路段长927米，将原宽6米路面扩宽至20米，于同年6月完工，扩宽后缓解当时鹤洞路的道路堵塞情况:89。
1989年12月起，承载该道路的山村桥由广州市市政工程一公司开始动工扩宽，扩宽工程由广州市市政设计研究院设计，将原13.5米宽旧桥扩至40米与道路等宽，1991年2月完工，提升路段车辆通行能力。
后芳村大道改造工程开始实施，1996年7月起各路段陆续开始施工，1998年芳村大道南全段完成扩宽，1999年10月开始扩宽芳村大道西，同年10月1日竣工。芳村大道东于2000年7月20日开始扩宽，同年12月竣工:90。2001年7月底，芳村大道中开始改造，同年10月底基本完成并通车，后已于12月31日前完成收尾工程:91。改造后将珠江大桥至鹤洞立交路段扩宽至48米，共双向八车道:90，鹤洞立交至东沙开发区路段扩宽至27米，增设绿化隔离带并重新铺设排水管道；道路通行能力亦得到提高，部分路段下雨水浸问题得到解决:90。

## 快捷道路工程
2008年，芳村大道城市快捷道路工程曾计划动工，原计划效仿东风路取消所有红绿灯并拆除现在的花地大道立交，建设新花地立交，并新建花蕾路立交连接当时在建的洲头咀隧道，但至今仍未实施。
2018年9月30日，芳村大道南快速化工程开始建设，2019年10月1日竣工通车。工程北起洲头咀隧道，南至东新高速收费站，全长约5公里，设计时速60公里。设置东新高架桥、花蕾路人行天桥及3座临时人行天桥共5座桥梁，减少路段红绿灯数量。路段由地面交通改为桥梁与地面结合，车道由双向六车道拓宽为双向八车道，时速可由约20千米提升至30千米。

## 与之交汇道路
芳村大道交汇道路，顺序由北往南排列:90：
- 珠江大桥西桥、广佛公路
- 芳兴路
- 芳信路
- 桥西路
- 塞坝路
- 如意坊隧道
- 洞企石路
- 山村路
- 上市路
- 东漖北路
- 珠江隧道、花地大道北
- 陆居路
- 明心路
- 洲头咀隧道、花蕾路
- 浣花东路
- 鹤洞大桥、鹤洞路
- 东沙大道、东新高速

## 公共交通
- 广州地铁1号线芳村站
- 广州地铁5号线滘口站
- 广州地铁11号线石围塘站、芳村站、大冲口站、沙涌站、鹤洞东站
- 广佛地铁沙涌站

均在鄰近芳村大道位置設有出口。

## 拓展阅读
- 吴多. . 广州日报·新花城. 2022-03-09. （原始内容存档于2025-06-21）.